# Pristimantis imthurni
Pristimantis imthurni es una especie de anfibios de la familia Craugastoridae.

## Distribución geográfica y hábitat
Es endémica del tepuy Ptarí (Venezuela). Su rango altitudinal oscila alrededor de 2471 m s. n. m..